# Henrik Widman

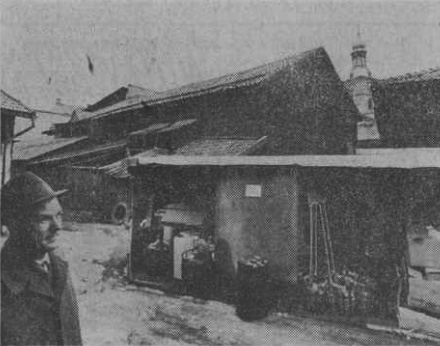
Henrik Widman inspekterar en gammal bakgård i Falun.

Henrik Ernst Ragnar Widman, född 2 juni 1920 i Stockholm, död 25 juni 1998 i Stora Kopparbergs församling, Dalarnas län, var en svensk arkitekt.
Widman, som var son till undervisningsrådet Ragnar Widman och Karen von Holstein, avlade studentexamen 1941 samt utexaminerades från högre tekniska läroverket i Stockholm 1945 och från Kungliga Tekniska högskolan 1952. Han var anställd på privat arkitektkontor 1945–1948 och 1952–1958, på länsarkitektkontoret i Kristianstad 1958 och stadsarkitekt i Falu stad från 1960. Han var ordförande i arkitektursektionen vid Kungliga Tekniska högskolan och styrelseledamot i Tekniska högskolans studentkår 1951, ordförande i Yngre arkitekters nämnd inom Svenska Arkitekters Riksförbund och styrelseledamot i Svenska Arkitekters Riksförbund 1955–1956.